# Steen Eiler Rasmussen
 Der er for få eller ingen kildehenvisninger i denne artikel, hvilket er et problem. Du kan hjælpe ved at angive troværdige kilder til de påstande, som fremføres i artiklen.

Steen Eiler Rasmussen (født 9. februar 1898 i København, død 19. juni 1990 sammesteds) var en dansk arkitekt, byplanlægger, forfatter og debattør. Fra 1961 var Steen Eiler Rasmussen medlem af Det Danske Akademi. Han var professor ved Kunstakademiets Arkitektskole 1938-1968.

## Biografi
Steen Eiler Rasmussen var søn af oberstløjtnant, senere general Eiler Christian Rasmussen og Anna Dorthea (Dori) Jung. Han kom i murerlære, blev forberedt til Kunstakademiet hos Gustav Vermehren og C.V. Aagaard og gik på Kunstakademiet 1916-18. Han havde egen tegnestue fra 1919.
Rasmussen var i en lang årrække professor i bygningskunst ved Kunstakademiet, hvor han underviste blandt andre Jørn Utzon. Han har bl.a. tegnet Ringsted Rådhus, som blev fredet i 1995, og været med i planlægningen af den nye bydel Tingbjerg i Københavns Kommune. I offentligheden er han dog mest kendt som skribent, digter, foredragsholder og debattør. Hans eget hus i Rungsted som han byggede til sin familie i 1938 er ligeledes blevet fredet.
Han var medlem af Akademiraadet 1922-34 og 1938, Akademiets repræsentant i Dansk Byplanlaboratorium 1924, næstformand 1929, formand 1942-48, lektor i byplanlægning ved Akademiet 1924, professor i bygningskunst 1938-68, dekan for arkitektskolen 1946-49 og 1954-55. Inden da var han ansat i Københavns kommunes byplanafdeling 1932-38. Han var også redaktør af Arkitekten 1927-32, konsulent for FDB 1941-49, medlem af Københavns Bygningskommission 1940, af Københavns Trafikkommission 1944-53, medlem af kommissionen for arkitektuddannelsen 1944-52 og af byplannævnet 1949, formand for firemandsudvalget for genopbygningen af Borgergadekvarteret 1942 og for egnsplanudvalget 1945 og medlem af samfærdselskommissionen 1950-56. Han var også honorary corresponding Member of the Royal Institute of British Architects fra 1947, honorary Royal Designer for Industry 1947 samt gæsteprofessor ved MIT, Massachusetts 1953, og ved Yale University 1954.
Rasmussen var æresmedlem af det danske Kunstakademi, det britiske og det amerikanske arkitektinstitut, af det bayerske kunstakademi, af Foreningen af Byplanlæggere; æresdoktor ved Münchens tekniske Højskole og ved Lunds Universitet. Han modtog en Absalon-pris af Københavns Kommune 1967, en Nuser af Politiken 1967 som årets radise, Holberg-medaljen 1969, Heinrich Tessenow medalje 1973. Formand for Rungstedlundfondens bestyrelse 1962-68
En af hans mest indflydelsesrige værker var bogen London, som udgaves på dansk i 1934, og på engelsk under titlen London, the Unique City i 1937.
Andre vigtige værker er Byer og Bygninger fra 1949 (udgivet på engelsk som Towns and Buildings (1951), og Om at opleve arkitektur fra 1957 (oversat som Experiencing Architecture (1959).
"Bibliografi over Steen Eiler Rasmussens forfatterskab" (1973) (udarbejdet af bibliotekar Finn Slente) registrerer 536 udgivelser (bøger og artikler). Steen Eiler Rasmussen var aktiv i en meget høj alder, og der foreligger adskillige bøger og artikler fra de efterfølgende år.
Rasmussen giftede sig 15. juni 1934 i København med Karen Margrethe Schrøder (12. november 1904 i København – 31. marts 1985), datter af fuldmægtig, senere nationalbankdirektør Frederik Carl Gram Schrøder og Astrid Koefoed. Han er begravet i fællesgraven på Bispebjerg Kirkegård. Han er far til lingvisten Una Canger.

## Værker

### Arkitektur
- Rungsted kommune skole 1954
- Solbakkevej 3, Gentofte, for grosserer Aage Philip (1922)
- Søbakken 1, Gentofte (1923)
- Eget hus, Dreyersvej 3, Rungsted (1935, fredet 2005)
- Ringsted Rådhus, Ringsted (1936-37, 2. præmie i konkurrence 1933 og 1. præmie i konkurrence 1935, fredet 1995)
- Bebyggelsesplan for Hørsholm (1941, sammen med C.Th. Sørensen)
- Bebyggelsesplan for Adelgade-Borgergade, København (1942-43)
- Ombygning af Skibet på Hornbækhus (1943)
- Restaurering af Hindsgavl (1946-47)
- Projekt til skole ved Peder Lykkes Vej, København (1947, ikke opført)
- Projekt til udvidelse af Københavns Rådhus (1950)
- Plan for boligbebyggelsen Gøngemosen, nu kaldet Tingbjerg (1950-71)
- Restaurering af Rungstedlund (1960)
- Skovgården i Middelfart (1957-63)
- Kollegiet Blanche, Åbenrå 20, København (1961)
- Bebyggelsen Banehegnet, Albertslund (1962)
- Udvidelse af Landbohøjskolen, Bülowsvej, Frederiksberg (1963-71, sammen med Mogens Koch)
- Forslag til en bevarende sanering af karréen Fiolstræde/Peter Hvidtfeldts Stræde, København (1972-90, udført af arkitektfirmaet Friborg & Lassen)
- Møbler, udstillinger og tilrettelægning af bøger

### Konkurrencer
- Bebyggelse af Prinsensgade-kvarteret, København (1919, 1. præmie, sammen med Knud H. Christiansen)
- Byplan for Ringsted (1919, 1. præmie)
- Byplan for Hirtshals (1919, 1. præmie, betænkning 1922)
- Regulering af Sankt Bendts Kirkes omgivelser, Ringsted (1935, 2. præmie, sammen med C.Th. Sørensen)